# Championnat de Bahreïn de football 2019-2020
Navigation
Saison précédente Saison suivante
La saison 2019-2020 du Championnat de Bahreïn de football est la soixante-quatrième édition du championnat national de première division à Bahreïn. Les dix meilleurs clubs du pays sont regroupés au sein d'une poule unique et s'affrontent deux fois au cours de la compétition, à domicile et à l'extérieur. En fin de saison, les deux derniers du classement sont relégués et remplacés par les deux meilleurs clubs de deuxième division.
Le Al Hidd Club remporte le championnat, c'est le deuxième titre de champion du club.

## Déroulement de la saison
A la mi-mars après la 11e journée, le championnat est interrompu à cause de la pandémie de Covid-19. Le championnat reprend le 7 août 2020 pour se terminer le 19 octobre 2020.

## Les clubs participants
- Al Muharraq Club
- Al Najma Club
- Riffa Club
- Al Hidd Club
- East Riffa
- Manama Club - Promu de D2
- Busaiteen Club
- Al Hala Sports Club
- Al-Ahli Club - Promu de D2
- Al-Shabab Club

## Compétition

### Classement
Le classement est établi sur le barème de points classique (victoire à 3 points, match nul à 1, défaite à 0).
| Rang | Équipe              | Pts | J  | G  | N | P  | Bp | Bc | Diff |
| ---- | ------------------- | --- | -- | -- | - | -- | -- | -- | ---- |
| 1    | Al Hidd Club        | 41  | 18 | 13 | 2 | 3  | 29 | 16 | +13  |
| 2    | Al Muharraq ClubC   | 40  | 18 | 12 | 4 | 2  | 32 | 16 | +16  |
| 3    | Riffa ClubT         | 38  | 18 | 12 | 2 | 4  | 50 | 24 | +26  |
| 4    | Al Najma Club       | 31  | 18 | 9  | 4 | 5  | 27 | 22 | +5   |
| 5    | East Riffa          | 25  | 18 | 7  | 4 | 7  | 18 | 20 | -2   |
| 6    | Manama Club         | 20  | 18 | 4  | 8 | 6  | 18 | 22 | -4   |
| 7    | Al-Ahli ClubP       | 17  | 18 | 5  | 2 | 11 | 17 | 22 | -5   |
| 8    | Busaiteen ClubP     | 16  | 18 | 4  | 4 | 10 | 17 | 30 | -13  |
| 9    | Al-Shabab Club      | 14  | 18 | 4  | 2 | 12 | 15 | 37 | -22  |
| 10   | Al Hala Sports Club | 19  | 18 | 2  | 4 | 12 | 15 | 31 | -16  |

|  | Qualification pour le tour préliminaire de la Ligue des champions de l'AFC 2021 |
|  | Qualification pour la Coupe de l'AFC 2021                                       |
|  | Qualification pour la Coupe de l'AFC 2021(sous condition)                       |
|  | Qualification pour les barrages                                                 |
|  | Relégation directe en deuxième division                                         |
|  | T : Tenant du titre C : Vainqueur de la Bahreini King's Cup P : Promu de D2     |

- Le champion est qualifié pour la Coupe de l'AFC 2021 ainsi que le vainqueur de la Bahreini King's Cup.

## Barrages de relégation
|        | Club           | Score | Club           |
| aller  | Busaiteen Club | 4-1   | Bahrain Club   |
| retour | Bahrain Club   | 1-0   | Busaiteen Club |
| Total  | Busaiteen Club | 4-2   | Bahrain Club   |

- Busaiteen Club se maintient en première division.

## Bilan de la saison
| Championnat de Bahreïn de football 2019-2020                        |                         |
| Champion                                                            | Al Hidd Club (2e titre) |
| Coupes et trophées                                                  |                         |
| Vainqueur de la Bahreini King's Cup                                 | Al Muharraq Club        |
| Qualifications continentales                                        |                         |
| Ligue des champions de l'AFC 2021                                   | aucun                   |
| Coupe de l'AFC 2021                                                 | Al Hidd Club            |
| Coupe de l'AFC 2021                                                 | Al Muharraq Club        |
| Promotions et relégations                                           |                         |
| Promus en Bahraini Premier League                                   | Budaiya Club            |
| Promus en Bahraini Premier League                                   | Malkiya Club            |
| Relégués en Championnat de Bahreïn de football de deuxième division | Al-Shabab Club          |
| Relégués en Championnat de Bahreïn de football de deuxième division | Al Hala Sports Club     |